# 2019 à Nauru
Cet article présente les faits marquants de l'année 2019 à Nauru.

## Évènements

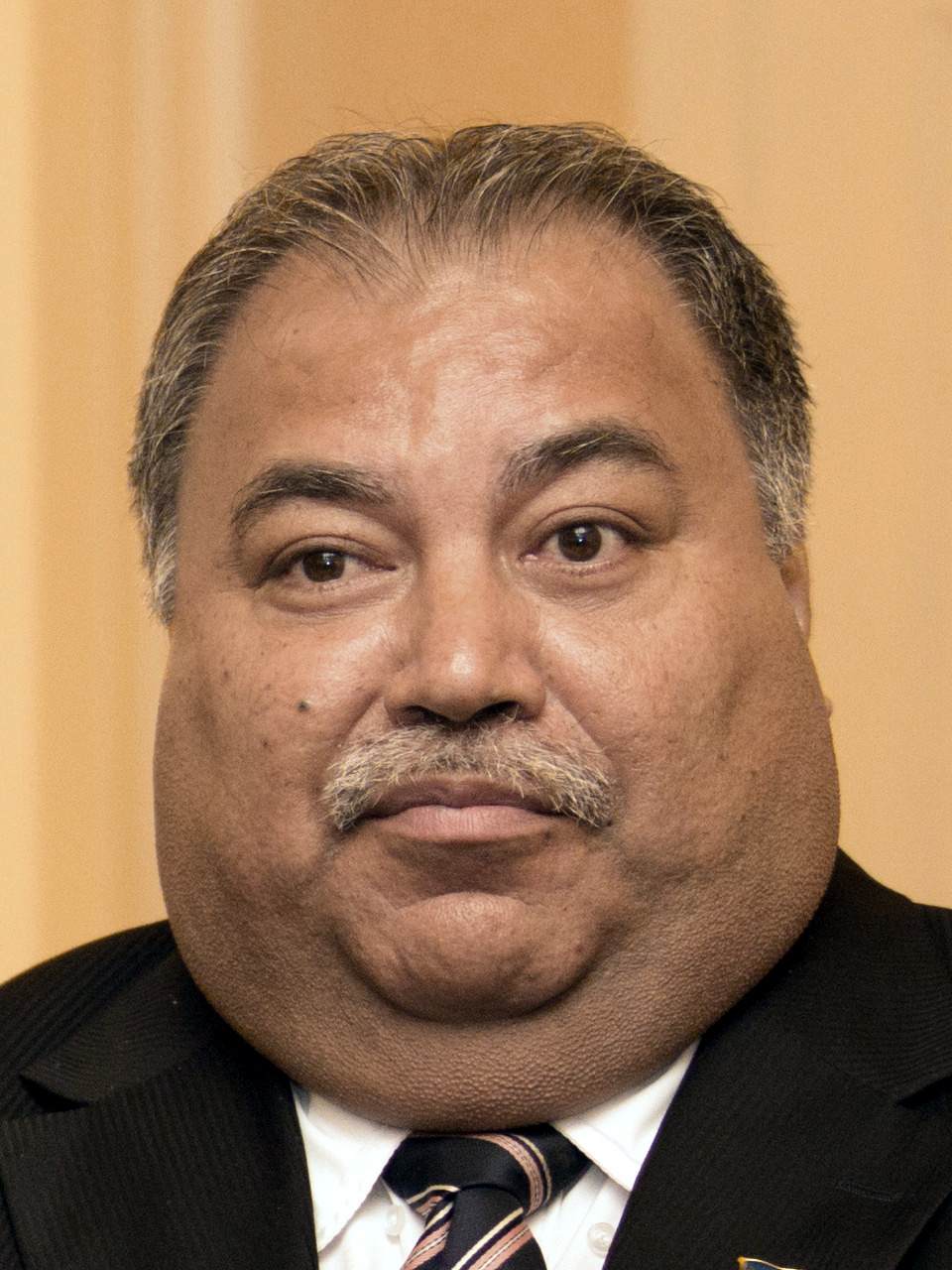
Accusé de dérive autoritaire et d'atteintes à l'État de droit, Baron Waqa, le président de la République de Nauru, perd le pouvoir aux élections d'août 2019.

- 14 février : Sprent Dabwido, ancien président de la République devenu opposant au régime autoritaire de Baron Waqa, demande l'asile politique en Australie. Il affirme qu'outre la répression politique qu'il a subie, le gouvernement nauruan a tenté de l'empêcher d'obtenir des soins médicaux pour son cancer[1]. Il meurt en Australie le 8 mai, d'un carcinome du nasopharynx, avant que sa demande d'asile politique ne puisse aboutir[2].
- 24 août : élections législatives. Ce scrutin provoque un important renouvellement du Parlement. Le président de la République, Baron Waqa, accusé de dérive autoritaire, perd son siège de député, mais l'opposition parlementaire sortante est également balayée. La nouvelle assemblée élit à la présidence de la République Lionel Aingimea, simple député de la majorité sortante, par douze voix contre six pour David Adeang, le très influent et controversé numéro deux du gouvernement Waqa sortant. Le nouveau président s'inscrit toutefois dans la continuité du gouvernement autoritaire sortant.
- 8 novembre : À l'initiative du gouvernement, la Cour suprême de Nauru ré-initie le procès contre les « Dix-Neuf de Nauru », opposants politiques accusés d'émeute pour une manifestation en 2015 contre une dégradation de la démocratie et de l'État de droit. Leur procès avait été stoppé par le juge Geoffrey Muecke en 2018, ce à quoi le gouvernement du président Baron Waqa avait répondu en limogeant le juge et en créant une nouvelle Cour d'appel pour casser ce jugement. Ayant fui Nauru en septembre, l'ancien député d'Opposition Squire Jeremiah et son cousin Rutherford, deux des « Dix-Neuf », demandent l'asile politique en Australie le 10 novembre[3],[4]. Les douze accusés restants, jugés sans avoir accès à un avocat, sont déclarés coupables d'émeute par la Cour suprême le 12 décembre[5]. L'ancien député Mathew Batsiua est condamné à onze mois de prison, et ses co-accusés à des peines allant de trois à huit mois de prison[6].